# PostEurop
PostEurop est l'association des opérateurs postaux publics européens, une des unions restreintes de l'Union postale universelle.
Elle a été créée en 1993 pour améliorer le fonctionnement du service postal en Europe, une tâche précédemment dévolue à la Conférence européenne des administrations des postes et télécommunications.
Son siège se trouve à Bruxelles, en Belgique.

## Membres
| Pays               | Organisation postale        | Année |
| ------------------ | --------------------------- | ----- |
| Îles Åland         | Posten Aland                | 2013  |
| Albanie            | Posta Shqiptare             | 1993  |
| Allemagne          | Deutsche Post               | 1993  |
| Arménie            | HayPost                     | 2008  |
| Autriche           | Österreichische Post        | 1993  |
| Biélorussie        | Belpochta                   | 2008  |
| Belgique           | Bpost                       | 1993  |
| Bosnie-Herzégovine | BH Pošta                    | 1996  |
| Bosnie-Herzégovine | Hrvatska Pošta Mostar       | 2008  |
| Bosnie-Herzégovine | Pošte Srpske                | 2008  |
| Bulgarie           | Bulgarian Posts             | 1993  |
| Chypre             | Cyprus Post                 | 1993  |
| Croatie            | Hrvatska pošta              | 1993  |
| Danemark           | Post Danmark                | 1993  |
| Espagne            | Correos                     | 1993  |
| Estonie            | Eesti Post                  | 1994  |
| Finlande           | Itella                      | 1993  |
| France             | La Poste                    | 1993  |
| Géorgie            | Georgian Post               | 2012  |
| Grèce              | Poste grecque               | 1993  |
| Guernesey          | Guernsey Post               | 1995  |
| Hongrie            | Magyar Posta                | 1993  |
| Irlande            | An Post                     | 1993  |
| Île de Man         | Isle of Man Post Office     | 1995  |
| Islande            | Íslandspóstur               | 1993  |
| Italie             | Poste italiane              | 1993  |
| Jersey             | Jersey Post                 | 1995  |
| Kazakhstan         | Kazpost                     | 2010  |
| Lettonie           | Latvijas Pasts              | 1993  |
| Liechtenstein      | Liechtensteinische Post AG  | 1993  |
| Lituanie           | Lietuvos paštas             | 1993  |
| Luxembourg         | P&T Luxembourg              | 1993  |
| Macédoine du Nord  | Pošta na Severna Makedonija | 1996  |
| Malte              | MaltaPost                   | 1993  |
| Moldavie           | Poșta Moldovei              | 1996  |
| Monaco             | La Poste Monaco             | 1994  |
| Monténégro         | Pošta Crne Gore             | 2008  |
| Norvège            | Posten Norge                | 1993  |
| Pays-Bas           | TNT Post                    | 1993  |
| Pologne            | Poczta Polska               | 1993  |
| Portugal           | CTT Correios                | 1993  |
| Roumanie           | Posta Romana                | 1993  |
| République tchèque | Magyar Posta                | 1993  |
| Royaume-Uni        | Royal Mail                  | 1993  |
| Russie             | Russian Post                | 1994  |
| Saint-Marin        | Poste sammarinesi           | 1994  |
| Serbie             | Pošta Srbije                | 2003  |
| Slovaquie          | Slovenská pošta             | 1993  |
| Slovénie           | Pošta Slovenije             | 1993  |
| Suède              | Posten                      | 1993  |
| Suisse             | La Poste suisse             | 1993  |
| Turquie            | Turkish PTT                 | 1993  |
| Ukraine            | Ukrposhta                   | 1994  |
| Vatican            | Poste vaticane              | 2012  |